# Squatinella bifurca
Squatinella bifurca är en hjuldjursart som först beskrevs av Bolton 1884.  Squatinella bifurca ingår i släktet Squatinella och familjen Lepadellidae. Inga underarter finns listade i Catalogue of Life.